# Lisa Syrén
Lisa Birgitta Syrén-Jardbrink, född den 4 augusti 1955 i Linköpings församling i Östergötlands län, är en svensk journalist och programledare på Sveriges Radio (SR) sedan 1986.
Lisa Syrén är uppvuxen i Mjölby. Hon var 1996–2018 programledare för Ring så spelar vi i Sveriges Radio P4. Hon är därmed den programledare som hållit i programmet längst tid.  
Syreń var programledare för det allra första Karlavagnen den 18 januari 1993, ett program som hon startade tillsammans med kollegan Bengt Grafström. Syrén ledde programmet i 16 år och slutade på egen begäran 2008. Därefter arbetade hon vidare med Ring så spelar vi. År 2014 startade hon Lördag med Lisa, ett program med 1960- och 70-talsmusik i P4. Åren 2018–2023 gjorde hon Önskesöndag med Lisa i den digitala SR-kanalen P4Plus.
Utöver detta arbetar hon som moderator, föredragshållare och keramiker i det egna företaget Lisa Syrén Konst & Media AB. Hon är ambassadör för Anhörigas Riksförbund och borgerlig vigselförrättare.  
Hon vann På spåret säsongen 2008/2009, i lag med Johan Wester.
Lisa Syrén är sedan 2012 gift med Mikael Jardbrink (född 1958).